# Trasporti nella Repubblica Centrafricana
Questa voce raccoglie le principali tipologie di trasporti nella Repubblica Centrafricana.

## Trasporti su rotaia

### Rete ferroviaria
La ferrovia è inesistente.

### Reti metropolitane
Tale nazione non dispone nemmeno di sistemi di metropolitana.

### Reti tranviarie
Anche il servizio tranviario è assente.

## Trasporti su strada

### Rete stradale
Strade pubbliche: in totale 23.810 km (dati 1999)
- asfaltate: 643 km
- bianche: 23.167 km.

### Reti filoviarie
Attualmente nella Repubblica Centrafricana non esistono filobus. 

### Autolinee
Nella capitale, Bangui, ed in poche altre zone abitate della Repubblica Centrafricana, operano aziende pubbliche e private che gestiscono i trasporti urbani, suburbani ed interurbani esercitati con autobus.

## Idrovie
La Repubblica Centrafricana possiede 900 km di acque interne; il principale fiume, navigabile tutto l'anno, è l'Oubangui.

### Porti e scali
- Bangui, Nola, Salo e Nzinga.

## Trasporti aerei

### Aeroporti
In totale: 50 (dati 2002)
a) con piste di rullaggio pavimentate: 3
- oltre 3047 m: 0
- da 2438 a 3047 m: 1
- da 1524 a 2437 m: 2
- da 914 a 1523 m: 0
- sotto 914 m: 0

b) con piste di rullaggio non pavimentate: 47
- oltre 3047 m: 0
- da 2438 a 3047 m: 1
- da 1524 a 2437 m: 10
- da 914 a 1523 m: 23
- sotto 914 m: 13.